# B. Strautmann & Söhne
B. Strautmann & Söhne ist ein deutscher Hersteller von landwirtschaftlichen Geräten und Fahrzeugen.

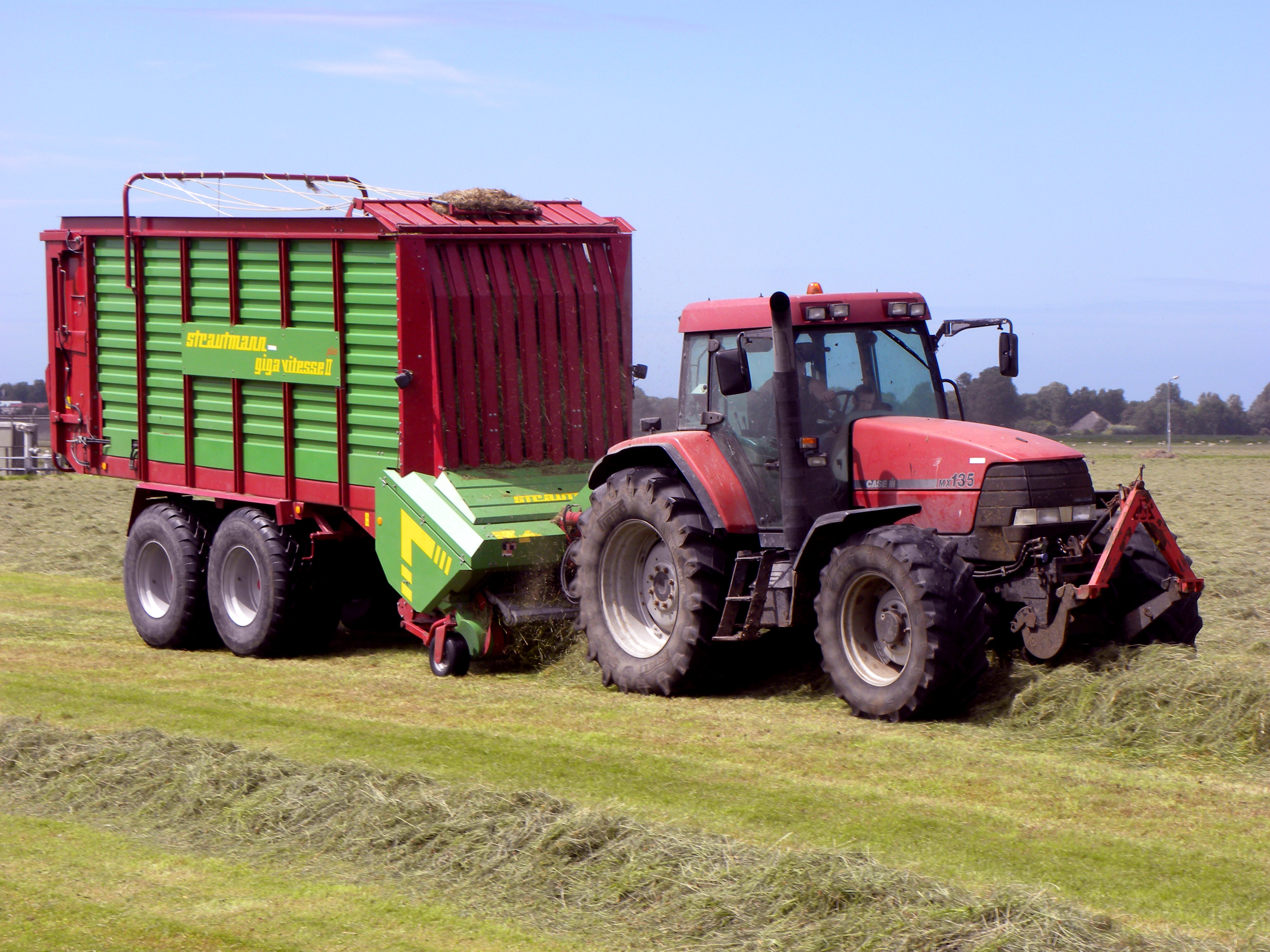
Case IH MX135, mit Kurzschnittladewagen Strautmann Giga Vitesse II

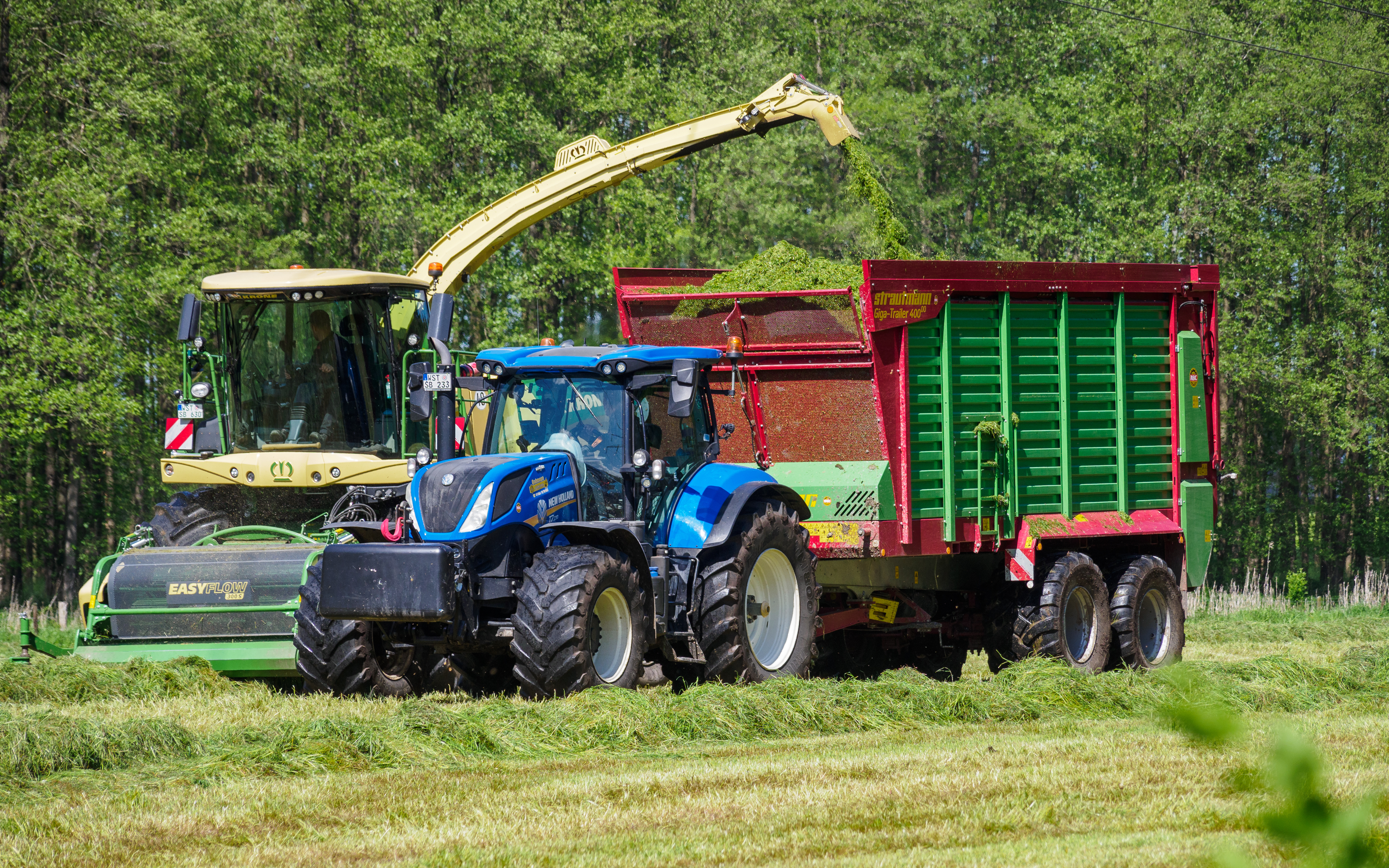
Strautmann Hächsel-Transportwagen Giga-Trailer 400 im Einsatz

## Geschichte
Bernhard Johannes Strautmann lernte bei dem Unternehmen Carl Hagedorn in Bad Laer den Beruf Schmied. Nach mehreren Wanderjahren als Geselle übernahm er 1912 die von seinem Vater 1890 gegründete Schmiede in Winkelsetten, heute ein Ortsteil von Bad Laer. Die Geschichte des Unternehmens Strautmann begann 1930, als Bernhard Johannes Strautmann seinen ehemaligen Lehrbetrieb, die Landmaschinenfabrik Carl Hagedorn übernahm. Damals wurden in der Fabrik landwirtschaftlicher Geräte Handschlepprechen, Kartoffelquetschen, und Rüben- und Strohschneider gefertigt. Ab 1954 wurden die ersten Stalldungstreuer von Strautmann gefertigt.
In den 1960er Jahren wurde das Unternehmen von den drei Söhnen Herrmann, Heinrich und Bernhard weitergeführt. Heinrich Strautmann, der als einziger von den dreien ein Studium (Dipl.-Ing. für Maschinenbau in Aachen) absolviert hatte, übernahm im Folgenden maßgeblich die Geschäftsleitung. Er entwickelte landwirtschaftliche Maschinen und führte sie im Unternehmen ein. In der Folge standen deren Söhne, Wolfgang, Klaus und Heinz-Bernhard. Ab etwa 2000 übernahm Wolfgang Strautmann, der Sohn von Herrmann Strautmann, die Geschäftsleitung. Im Jahr 2000 führte das Unternehmen selbstfahrende Futtermischwagen ein.

## Produktionsstandorte

### Bad Laer
Das Stammwerk in Bad Laer wird seit 1957 von Strautmann betrieben. Auf 34.000 m² Betriebsfläche wird von rund 270 Mitarbeitern der größte Teil der Produktpalette gefertigt. Bei Bedarf werden nach eigenen Angaben ca. 60 bis 80 Leiharbeiter eingesetzt.

### Lwówek
1990 wurde das polnische Tochterunternehmen POL-Strautmann in Lwówek gegründet. Dort fertigen rund 200 Mitarbeiter Kipper, Greifschaufeln und Schneidzangen.

### Mátranovák
Das ungarische Tochterunternehmen Strautmann Gepgyartas Hungaria Kft in Mátranovák (im Komitat Nógrád, Kreis Bátonyterenye) produziert mit rund 100 Mitarbeitern seit 2015 Blechteile und Schweißkomponenten. Die Exportquote der Fabrik in Ungarn beträgt 90 %.

## Produkte

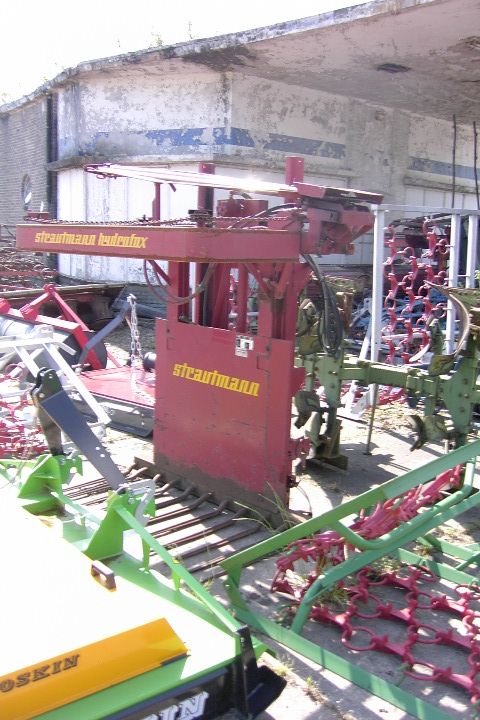
Siloblockschneider Hydrofox von Strautmann

Produziert werden gezogene und selbstfahrende Futtermischwagen, Siloblockschneider, Greifschaufeln, Futter- und Blockverteilwagen, Ladewagen, Muldenkipper, Stalldungstreuer und Kipper. Das Unternehmen stellt seit 1996 Fahrzeuge her. Damals wurde der selbstfahrende Silokamm Herkules hergestellt. Heute produziert Strautmann die selbstfahrenden Futtermischwagen Primus, Vertimix SF und Sherpa, sowie seit 2023 den vollelektrisch angetriebenen Futtermischwagen eVerti-Feed.